# Theodoros Papaloukas
Theodoros Papaloukas, řecky Θοδωρής Παπαλουκάς (* 8. květen 1977, Athény) je bývalý řecký basketbalista.
Hrál Euroligu za Olympiacos Pireus, CSKA Moskva a Makabi Tel Aviv. V ligových soutěžích celkem zaznamenal 2651 bodů.
S CSKA Moskva dvakrát vyhrál Euroligu (2006, 2008). V sezóně 2006/07 byl nejužitečnějším hráčem Euroligy (MVP). V roce 2006 byl nejužitečnějším hráčem finále Euroligy. Čtyřikrát byl v all-stars Euroligy.
S řeckou reprezentací vyhrál mistrovství Evropy roku 2005 a získal stříbrnou medaili na mistrovství světa roku 2006.